# Andrena personata
Andrena personata là một loài Hymenoptera trong họ Andrenidae. Loài này được Robertson mô tả khoa học năm 1897.